# Pelarrodríguez
Pelarrodríguez è un comune spagnolo di 205 abitanti situato nella comunità autonoma di Castiglia e León.